# Falsabilitat
La falsabilitat és un principi de la ciència, filosofia de la ciència i epistemologia, enunciat pel filòsof austríac Karl Popper (1902-1994). Diu que la validesa d'una teoria científica, implica que sempre és provisional, que s'ha d'acceptar la possibilitat d'una nova teoria, més adequada.
El concepte de falsabilitat és comunament acceptat com un criteri vàlid per jutjar la veritat d'una teoria, que mai no és definitiva. Una proposició és falsable quan pot ser refutada per una observació, encara que si la proposició és certa no arribarà a produir-se mai aquesta observació. Així, les teories han d'estar formulades de tal manera que permetin la comprovació amb la realitat, és a dir, que no siguin formulacions que depenguin de creences sinó de l'observació. És un dels pilars bàsics de l'escepticisme científic.
Com ho diu Karl Popper, si una proposició teòrica o hipòtesi no pot ser objecte d'un control que es pot falsar, llavors el teòric que pot suggerir avançat d'aquesta, qualsevol altra concepció sense la possibilitat de contradicció: la hipòtesi inicial pot conduir a conclusions sense poder refutar.
Dit en altres paraules:
Mètode hipoteticodeductiu: es fa una hipòtesi, de la qual es dedueixen unes conseqüències. Llavors, es mira si aquestes coincideixen amb la realitat. A partir d'aquí, o bé es pot confirmar la hipòtesi, considerant-la vàlida, tot i que no certa (potser la causa n'és una altra, però de moment es creu que és aquesta), o bé es refà la hipòtesi amb la constatació negativa, de manera que tan sols se'n pot plantejar una altra.

## El criteri de demarcació
Karl Popper utilitza la falsabilitat com a criteri de demarcació per traçar una línia entre les teories científiques i les que no ho són.
És útil saber si una afirmació o una teoria és falsable, només per la raó que ens proporciona una comprensió de les formes en què es podria avaluar la teoria.
Popper afirma que, si una teoria és falsable, llavors és científica.
El criteri exclou de l'àmbit de la ciència enunciats no falsables sinó només teories senceres que no contenen afirmacions falsables, de manera que ens deixa amb el problema del que constitueix una "teoria general".

### Verificacionisme
En la filosofia de la ciència, el verificacionisme (també conegut com la teoria de la verificabilitat del significat) sosté que les afirmacions han de ser, en principi, empíricament verificables perquè siguin significatives i científiques. Aquesta va ser una característica essencial del positivisme lògic del cercle de Viena, que incloïa filòsofs com Moritz Schlick, Rudolf Carnap, Otto Neurath, el filòsof Hans Reichenbach, i l'empirisme lògic d'AJ Ahir.
Karl Popper va observar que els filòsofs del cercle de Viena havien barrejat dos problemes diferents, el de sentit i de demarcació, i havia proposat en el verificacionisme una única solució per a ambdós. En oposició a aquest punt de vista, Popper va posar èmfasi que hi ha teories significatives que no són científiques i que, en conseqüència, un criteri de significativitat no coincideix amb un criteri de demarcació.

## Mètodefalsonalista
Per als falsacionistes, el científic és un artista que ha de proposar audaçment una teoria que després serà sotmesa a rigorosos experiments i observacions. L'avanç en la ciència rau a falsar successives teories, per així, sabent el que no és, poder apropar-se cada vegada més al que és.
Les hipòtesis que proposen els falsacionistes han de ser falsables. Això significa que han de ser susceptibles de ser falsades. Per complir amb aquesta condició, les hipòtesis han de ser generals (han d'abastar la major quantitat de casos possibles), clares i precises. Una hipòtesi no falsable seria «demà tal vegada plogui», ja que en cap cas es pot falsar («demà tal vegada no plogui»).
Una hipòtesi falsable seria «el planeta Mercuri gira en una òrbita». Una hipòtesi més general (i per tant més falsable) seria «tots els planetes giren en una òrbita». I una hipòtesi més precisa (i per tant també més falsable) seria «tots els planetes giren en una òrbita el·líptica».
Els falsacionistes sempre prefereixen les hipòtesis o teories que siguin més falsables, és a dir més susceptibles de ser demostrada la seva falsedat, mentre que no hagin estat ja falsades. Així, la ciència progressaria a força d'assaig i error.

## Karl Raimund Popper
Sir Karl Raimund Popper (Viena, 28 de juliol de 1902 - Londres, 17 de setembre de 1994) va ser un filòsof, sociòleg i teòric de la ciència.
Va crear la falsabilitat definint-la amb dos termes.
El pensament de Karl Popper gravita al voltant de dos eixos. El primer, recerca sens fi, és a dir, no hi ha cap teoria inqüestionable i, per això, cal una recerca permanent tant en l'àmbit científic com en l'organització social i política. El segon eix, l'error és fecund, és a dir, l'error és fructífer si fem un esforç incansable per corregir-lo i aprendre'n.
"El criteri de l'estatus científic d'una teoria és la seva falsabilitat, la seva refutabilitat o la seva capacitat de ser provada" - Karl Popper

## Falsificació ingènua

### Tipus de declaracions
Al principi de la dècada, el 1930, Popper va donar un renovat èmfasi a la falsabilitat com a criteri de declaracions empíriques dins la ciència.
Popper va notar que dos tipus de declaracions són d'especial valor per als científics:

#### D'observació
Les declaracions d'observacions, com ara "hi ha un cigne blanc". Els lògics anomenen aquests enunciats singulars enunciats existencials, ja que afirmen l'existència d'alguna cosa en particular. Són equivalents a una declaració de càlcul de predicats de la forma: existeix un x tal que x és un cigne, i x és blanca.

#### Categòric
Les declaracions de totes les instàncies d'alguna cosa, com per exemple "tots els cignes són blancs". Els lògics anomenen aquestes declaracions universals. En general s'analitza la següent: per a tot x, si x és un cigne, llavors x és blanca. Les lleis científiques, comunament se suposa que són d'aquest tipus.

##### Inferència categòrica inductiva
Popper va sostenir que la ciència no pot basar-se en aquesta inferència vàlida. Va proposar la falsabilitat com una solució per al problema de la inducció. Popper va observar que un enunciat singular existencial com "hi ha un cigne blanc" no pot ser utilitzat per afirmar un enunciat universal; es pot utilitzar per a demostrar que és fals: l'observació singular existencial d'un cigne negre serveix per a demostrar que la declaració universal "tots els cignes són blancs" és falsa en el que s'anomena lògica modus tollens. "Hi ha un cigne negre" implica "hi ha un cigne no blanc", que, al seu torn, implica "hi ha alguna cosa que és un cigne i que no és blanc", per tant "tots els cignes són blancs" és fals, perquè és el mateix que "no hi ha res que sigui un cigne i que no sigui blanc".
Un s'adona d'un cigne blanc. D'això es pot concloure:
- Almenys un cigne és blanc.

A partir d'això, un podria conjecturar:
- Tots els cignes són blancs.

No és pràctic observar tots els cignes del món, per comprovar que tots són blancs.
Malgrat això, la declaració que tots els cignes són blancs és falsable. En efecte, si en la prova dels cignes, l'investigador troba un sol cigne negre, llavors la declaració "tots els cignes són blancs" seria falsada pel contraexemple del cigne negre únic.

##### Falsabilitat deductiva
La falsabilitat deductiva és diferent d'una absència de verificació. La falsabilitat de declaracions es produeix amb una observació. Suposem que un enunciat universal U prohibeix alguna observació O:
Encara que la lògica de falsabilitat ingènua és vàlida, és força limitada. Gairebé qualsevol declaració pot ser feta per ajustar les dades, sempre que un fa els ajustos compensatoris necessaris. Popper va cridar l'atenció sobre les limitacions en la lògica de la investigació científica en resposta a les crítiques de Pierre Duhem. W. V. Quine va exposar aquest argument en detall, anomenant-lo holisme de confirmació. Per falsar una lògica universal, cal trobar una veritable declaració de falsabilitat singular. Però Popper va assenyalar que sempre és possible canviar la declaració universal o l'afirmació existencial de manera que la falsabilitat no es produeixi. En assabentar-se que un cigne negre s'ha observat a Austràlia, es podria introduir la hipòtesi: "tots els cignes són blancs, excepte els que es troben a Austràlia", o un podria adoptar un altre punt de vista més cínic: "els observadors d'aus australianes són incompetents".
Per tant, s'han de manejar les hipòtesis que competeixen en moltes controvèrsies (per exemple, les teories de conspiració i llegendes urbanes). Les persones que argumenten que no hi ha cap suport perquè una observació pugui argumentar que no hi ha res a veure, que tot és normal, o que les diferències o els aspectes són massa petits per a ser estadísticament significants. A l'altre costat, hi ha els que admeten que una observació s'ha produït i que una declaració universal ha estat falsada com a conseqüència. Per tant, la falsabilitat ingènua no permet als científics, que es basen en criteris objectius, presentar una falsabilitat definitiva de les declaracions universals.

## Exemples
Les afirmacions sobre la verificació i la falsabilitat s'han utilitzat per a criticar diversos punts de vista controvertits. Examinant aquests exemples, es mostra la utilitat de la falsabilitat, mostrant a on buscar quan es tracta de criticar una teoria.

### Economia
Els aspectes econòmics han estat acusats de no ser falsables, principalment per sociòlegs i altres científics socials en general.
L'argument més comú es fa en contra de les teories de les expectatives racionals, que treballen sota el supòsit que les persones actuen per maximitzar la seva utilitat. No obstant això, des d'aquest punt de vista, és impossible de refutar la teoria fonamental que les persones són maximitzadores d'utilitat. El politòleg Graham T. Allison, en el seu llibre Essència de la decisió, va tractar d'anul·lar aquesta teoria i substituir altres possibles models de comportament.
Alguns economistes, com els de l'escola Austríaca, creuen que la macroeconomia és empíricament falsable i que, per tant, l'únic mitjà apropiat per a comprendre els fets econòmics és lògicament l'estudi de les intencions dels diferents prenedors de decisions econòmiques, a partir de certes veritats fonamentals. Figures destacades dins de l'escola Austríaca d'Economia, Ludwig von Mises i Friedrich Hayek, eren socis de Karl Popper.

### Evolució
Nombrosos exemples de potencials (indirectes) maneres de falsar descendència comuna han estat proposats pels seus defensors. J. B. S. Haldane, quan se li va preguntar quines proves hipotètiques podria refutar l'evolució, va respondre "fòssils de conills del Precambrià". Richard Dawkins afegeix que altres animals moderns, com un hipopòtam, seria suficient.

Karl Popper, al principi, es va oposar a la capacitat de prova de la selecció natural, però més tard es va retractar: "He canviat d'opinió sobre la capacitat de prova i l'estat lògic de la teoria de la selecció natural, i m'alegro de tenir l'oportunitat de fer una retractació".

### Història
Les teories de la història o la política que suposadament prediuen esdeveniments futurs tenen una forma lògica que no les fa ni falsables ni verificables. Reclamen que per cada esdeveniment històricament significatiu existeixi una llei històrica o econòmica que determini la manera en què els esdeveniments van procedir. No identificar la llei no significa que no existeixi; tot i així, un esdeveniment que satisfà la llei no prova el cas general. L'avaluació de tals reclamacions és en el millor dels casos difícil. Sobre aquesta base, Popper "fonamentalment criticat en el sentit de qualsevol predicció preordenada de la història", va sostenir que ni el marxisme ni la psicoanàlisi eren ciència, tot i que tots dos van fer tals reclamacions. Un cop més, això no vol dir que qualsevol d'aquests tipus de teories sigui necessàriament incorrecte. Popper considera falsabilitat una prova de si les teories són científiques, no de si les proposicios que contenen o el suport és cert.

### Matemàtiques
Molts filòsofs creuen que les matemàtiques no són experimentalment falsables i, per tant, no és una ciència segons la definició de Karl Popper. No obstant això, en la dècada de 1930 els teoremes de Gödel van convèncer molts matemàtics que les matemàtiques no poden ser reduïdes a la lògica, i Karl Popper va arribar a la conclusió que "les teories matemàtiques són més, com les de la física i la biologia, hipoteticodeductives. La matemàtica pura, per tant, resulta ser molt més propera a les ciències naturals que a les hipòtesis, que són conjectures". Altres pensadors, en particular Imre Lakatos, han sol·licitat una versió del falsacionisme a la matemàtica mateixa.
Com totes les ciències formals, les matemàtiques no es refereixen a la validesa de les teories basades en observacions en el món empíric, sinó més aviat, la matemàtica s'ocupa de l'estudi teòric i abstracte de temes com ara la quantitat, l'estructura, l'espai i el canvi. Els mètodes de les ciències matemàtiques, però, s'apliquen a la construcció i prova de models científics que s'ocupen de la realitat observable. Albert Einstein va dir que "pel que fa a les lleis de la matemàtica es refereixen a la realitat, no són certes, i en tant que són certes, no es refereixen a la realitat".

## Epistemologia i la psicologia falsacionista

### Falsabilitat i la psicoanàlisi
Popper diu, en relació amb la seva experiència en el camp de la psicologia, que en aquest moment estava treballant amb Alfred Adler, un dels grans teòrics de la psicoanàlisi, es va enfrontar el cas d'un nen que no semblen coincidir amb la configuració del fons de la teoria psicologia de Adler. Popper Adler va patir el problema, i que, per a sorpresa del filòsof, va ser capaç de donar una interpretació perfectament Adleriana des de tot punt de vista. Preguntat per Popper, com Adler havia fet per portar un cas inusual en el desenvolupament de la seva teoria psicològica, Adler mateix va dir: "A causa de la meva experiència de milers de casos com aquest ..." Ara, Popper va arribar a la conclusió, s'havia convertit en mil i una experiències així. A partir d'aquesta anècdota mostra que Popper deduir el seu criteri de cientificitat també de la seva experiència en el camp, just davant de les teories psicoanalítiques de moda a la primera meitat del segle xx. Això suggereix també que, des del punt de vista del racionalisme crític de Popper, la psicoanàlisi no és una teoria manejable, sinó una metafísica de la conducta humana.

### Falsabilitat i el conductisme
L'epistemologia falsacionista es basa en una teoria del coneixement en contra de la «inducció i cada procés cognitiu basat en l'aprenentatge per repetició i l'enumeració. El principi heurístic darrere del racionalisme crític popperià consisteix en l'afirmació que el procés cognitiu d'assaig i error a priori teòric, propi de la ciència no és més que la formalització metodològica del que és la interacció cognitiva entre l'individu i el medi ambient en l'experiència quotidiana. Per tant, és evident que el concepte de falsabilitat s'ajusta a la perspectiva d'una filosofia i un enfocament cognitiu que s'oposa al concepte de reflex condicionat (que, en ser un tipus d'aprenentatge iteratiu per la inducció, no existeix) i al conductisme, que de
 que es basa.

### Falsabilitat, psicologia de la Gestalt i l'epistemologia genètica de Jean Piaget
El falsacionisme popperià està bastant a prop de la psicologia de la forma o Gestalt, el principi bàsic és la idea que la ment humana té en si mateix, així que les formes innates (en alemany Gestalten) dins dels quals estructurar l'experiència de dades sensors. Encara més agradable per al falsacionisme és la teoria de la psicologia del desenvolupament (epistemologia genètica) formulat i provat per Jean Piaget, segons la qual l'home, en la formació de les seves estructures cognitives, començant en la infància, no fa més que desenvolupar mòduls interpretatius experimenten gradualment reemplaçat per altres formes d'interpretació i cognitiu més avançat i complex.